# Pop Smoke
Pop Smoke, artiestennaam van Bashar Barakah Jackson (Canarsie, Brooklyn, 20 juli 1999 – Los Angeles, 19 februari 2020), was een Amerikaanse rapper, zanger en songwriter.

## Levensloop
Jackson was de zoon van een Jamaicaanse moeder en een Panamese vader, en groeide op in Canarsie, Brooklyn. Hij begon zijn muzikale carrière in 2018. Hij verwierf snel bekendheid nadat hij in april 2019 zijn doorbraak-single "Welcome to the Party" uitbracht.
Jackson tekende vervolgens een platencontract bij Victor Victor Worldwide en Republic Records, en bracht zijn debuut mixtape Meet the Woo (2019) uit. De tweede single van de mixtape, " Dior ", geproduceerd door 808Melo, bereikte nummer 22 in de Billboard Hot 100. Zijn tweede mixtape, Meet the Woo 2 (2020), kwam binnen op nummer 7 in de Billboard 200. Zijn debuutstudio-album, Shoot for the Stars, Aim for the Moon, werd postuum uitgebracht in juli 2020 en kwam binnen op nummer één in de Billboard 200, met Mood Swings, What You Know Bout Love en For the Night als bekendste singles wereldwijd.

### Overlijden
Jackson overleed op 19 februari 2020, nadat hij werd neergeschoten tijdens een inbraak in zijn woning in Hollywood Hills in Californië. Volgens de autoriteiten kwamen de vier verdachten hem op het spoor nadat de rapper per ongeluk zijn locatie had gedeeld op zijn Instagram stories. Toen de politie na het incident bij het huis arriveerde vonden ze de rapper met meerdere schotwonden. Hij werd naar het Cedars-Sinai Medical Center gebracht, waar hij dood werd verklaard. Op 21 februari onthulde het Department of Medical Examiner-Coroner van Los Angeles County dat Jacksons doodsoorzaak een schotwond in de borst was. De vier verdachten tussen de 16 en 21 jaar werden een paar maanden later opgepakt en bestraft met een gevangenisstraf.

## Discografie

### Albums
| Album                                 | Verschijnen     | Label | Hitlijsten | Hitlijsten | Hitlijsten | Hitlijsten | Hitlijsten | Hitlijsten |
| Album                                 | Verschijnen     | Label | BE (VL)    | BE (VL)    | NL         | NL         | VK         | VS         |
| Album                                 | Verschijnen     | Label | Piek       | Weken      | Piek       | Weken      | Piek       | Piek       |
| ------------------------------------- | --------------- | ----- | ---------- | ---------- | ---------- | ---------- | ---------- | ---------- |
| Meet The Woo                          | 26 juli 2019    | EPIC  | 158        | 1          | 49         | 32         | -          | 105        |
| Meet The Woo 2                        | 7 februari 2020 | EPIC  | 21         | 90         | 14         | 89         | 16         | 7          |
| Shoot for the Stars, Aim for the Moon | 3 juli 2020     | EPIC  | 2          | 244*       | 1(6wk)     | 185        | 1          | 1          |
| Faith                                 | 16 juli 2021    | EPIC  | 2          | 15         | 2          | 14         | 3          | 1          |

### Singles
| Single                                 | Verschenen | Album                                 | Hitlijsten | Hitlijsten | Hitlijsten | Hitlijsten |
| Single                                 | Verschenen | Album                                 | BE (VL)    | NL         | VK         | VS         |
| Single                                 | Verschenen | Album                                 | Piek       | Piek       | Piek       | Piek       |
| -------------------------------------- | ---------- | ------------------------------------- | ---------- | ---------- | ---------- | ---------- |
| Welcome to the Party (met Nicki Minaj) | 2019       | Meet the Woo                          | -          | -          | -          | -          |
| War                                    | 2019       | Meet the Woo 2                        | -          | -          | -          | -          |
| Christopher Walking                    | 2020       | Meet the Woo 2                        | -          | -          | -          | -          |
| Dior                                   | 2020       | Shoot for the Stars, Aim for the Moon | tip20      | 64         | 33         | 22         |
| Make It Rain (met Rowdy rebel)         | 2020       | Shoot for the Stars, Aim for the Moon | -          | -          | 73         | 49         |
| The Woo (met 50 Cent & Roddy Rich)     | 2020       | Shoot for the Stars, Aim for the Moon | tip9       | 29         | 11         | 9          |
| Mood Swings (met Lil Tjay)             | 2020       | Shoot for the Stars, Aim for the Moon | 48         | tip8       | 17         | 5          |
| For the Night (met Lil Baby & daBaby)  | 2020       | Shoot for the Stars, Aim for the Moon | 41         | 16         | 14         | 6          |
| What You Know Bout Love                | 26         | Shoot for the Stars, Aim for the Moon | 12         | 4          | 9          |            |
| Demeanor (met Dua Lipa)                | 2021       | Faith                                 | -          | -          | 14         | 86         |

- Gemeinsame Normdatei: 1205149309
- International Standard Name Identifier: 0000 0004 7947 4048
- Library of Congress Control Number: no2020074464
- MusicBrainz: 253c9ae7-850b-46be-8fbb-65e9fa621058
- Système universitaire de documentation: 250894769
- Virtual International Authority File: 684158261772002540008
- WorldCat: E39PBJy8pVJTPQj6kWhvpq3fbd